# 美国临床肿瘤学会
美国临床肿瘤学会（英語：American Society of Clinical Oncology）是一个美国肿瘤学组织，也是世界上最大的肿瘤学专业团体。

## 历史
1964年成立于美国亚历山德里亚 (弗吉尼亚州)，截至2020年在150多个国家拥有45,000名会员，其中国际会员占到三分之一。有发行医学期刊，如《临床肿瘤期刊》和《肿瘤实践期刊》。